# Rainer Bomba

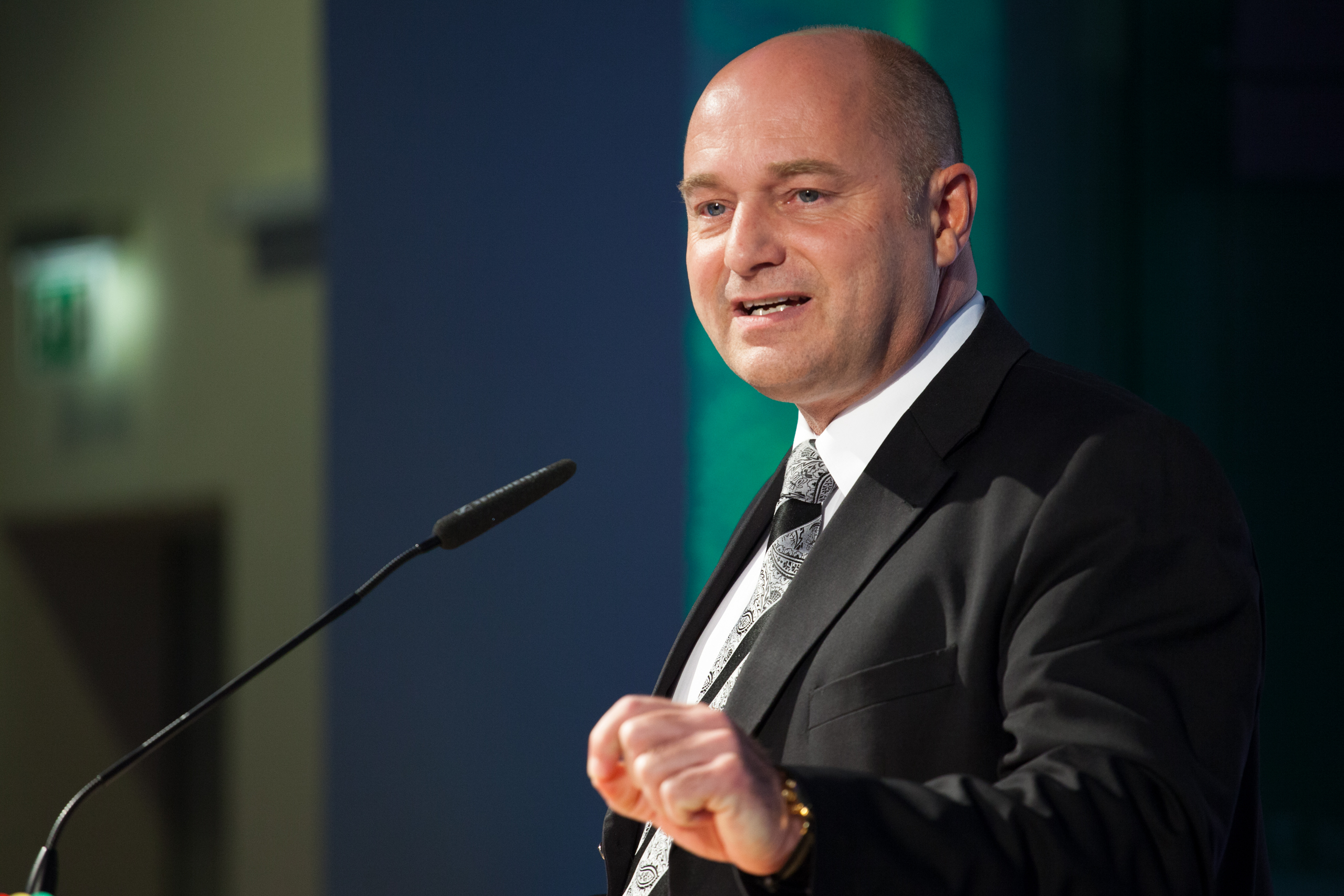
Rainer Bomba (2014)

Rainer Bomba (* 9. Februar 1964 in Schlüchtern) ist ein deutscher Politiker (CDU). Der studierte Ingenieur (FH) und Diplom-Kaufmann war von November 2009 bis März 2018 Staatssekretär im Bundesverkehrsministerium.

## Leben
Nach der Ableistung seines Grundwehrdienstes im Jahr 1982/83 begann Bomba an der Fachhochschule Frankfurt am Main ein Maschinenbau-Studium, das er 1987 als Diplom-Ingenieur (FH) beendete. Nach kurzer Tätigkeit als Entwicklungsingenieur in der Kfz-Zulieferindustrie (1988–1990) studierte Bomba von 1990 bis 1995 Betriebswirtschafts- und Volkswirtschaftslehre an der Johann Wolfgang Goethe-Universität in Frankfurt am Main. Nach mehreren Zwischenstationen als Betriebswirt in der Privatwirtschaft, war er in den Jahren 1998–2000 Leiter der Abteilung Arbeitsvermittlung und -beratung beim Arbeitsamt Offenbach, bevor er 2000 Referent Arbeitsvermittlung/-beratung beim Landesarbeitsamt Hessen wurde. Nach einem Jahr in dieser Behörde leitete er als stellvertretender Direktor die Abteilung Arbeitsvermittlung/Arbeitsberatung beim Arbeitsamt Frankfurt.
In den Jahren 2002/03 arbeitete er am Aufbau der Hauptstadtvertretung der Bundesagentur für Arbeit in Berlin. Zwischen 2003 und 2007 arbeitete er in unterschiedlichen Bundesländern als Geschäftsführer Operativ und zugleich als Vertreter der Vorsitzenden der Geschäftsführung der Regionaldirektion. Von 2007 bis 2009 war Bomba Vorsitzender der Geschäftsführung der Regionaldirektion Bayern der Bundesagentur für Arbeit in Nürnberg.
Seit Juni 2018 arbeitet Bomba für die Denkfabrik Cheil Germany.
Bomba ist verheiratet und hat zwei Kinder.

## Politik
Rainer Bomba ist Mitglied der CDU. Er unterlag 1997 bei einer innerparteilichen Abstimmung um die Nachfolge von Alfred Dregger als Bundestagsdirektkandidat der CDU in Fulda dem späteren Bundestagsabgeordneten Martin Hohmann.
Am 24. November 2009 wurde Bomba zum Staatssekretär im Bundesministerium für Verkehr, Bau und Stadtentwicklung (ab Dezember 2013: Bundesministerium für Verkehr und digitale Infrastruktur) ernannt. Rainer Bomba übte sein Amt bis März 2018 aus. Er verantwortete die Themen Elektromobilität, Digitale Infrastruktur, Umwelt und Verkehr, Kraftstoffstrategie der Bundesregierung, Infrastruktur und Logistik, Infrastrukturfinanzierung und Straßenbau. Während seiner Zeit setzte sich Bomba ausdrücklich dafür ein, dass Umweltverbänden keine Klagebefugnis gegen die KfZ-Typgenehmigungen eingeräumt wird. Bei der Novellierung des UmwRG wurde den Verbänden auch keine Möglichkeit eröffnet gegen diese Produktzulassungen vorzugehen. Der EuGH sprach 2022 diese fehlende Rechtsschutzmöglichkeit als unionsrechtswidrig aus.
Von März 2010 bis März 2018 vertrat er die Bundesregierung im Aufsichtsrat der Flughafen Berlin Brandenburg GmbH.